# Совка фисташковая
Совка фисташковая (лат. Ophiusa tirhaca) — вид бабочек из семейства Erebidae.

## Описание
Размах крыльев 50—80 мм. Фон передних крыльев зелёного цвета. Краевое поле, почковидное пятно и дополнительное пятно в месте перехода внешней перевязи в костальный край коричнево-лиловые. Задние крылья жёлтого цвета, с широкой чёрной перевязью, не доходящей до костального края и заднего угла. Крылья не широкие. Внешний край заднего крыла возле заднего угла прямо срезан, чуть волнистый.
Время лёта с июня по сентябрь. Одно поколение, на юге ареала, включая Южную Европу — два — бабочки летают до ноября.

## Ареал
Вид тропический и субтропический, активный мигрант. Типовая местность: мыс Доброй Надежды. Ареал проходит в пределах Южной Европы, Малой Азии, Ближнего Востока, Индостан, южные районы палеарктической Азии, Тайвань, Африки, Австралии. В умеренном поясе Европы оседлых популяций вид не образует, здесь встречаются только отдельные мигрирующие особи.
Первая находка вида на территории Украины относится к концу XIX века — самец и самка пойманы в Черкасской области, с. Христовка, 28.06.1900, 29.08.1900. Вторая находка вида на территории Украины была совершена на юге Крымского полуострова в окрестностях Севастополя, мыс Фиолент, 15.07.2003 года. Третий раз этот вид был замечен 22.09.2015 года в Крыму на мысе Лукулл (окрестности Севастополя).
На территории России вид известен по двум экземплярам с территории Южного Приморья (Хасанский район).

## Кормовые растения гусениц
Гусеницы питаются на таких растениях как: фисташка (Pistacia sp.), гранат (Punica sp.), гранат обыкновенный, фисташка мастичная, терпентинное дерево, скумпия кожевенная, сумах дубильный, Rhus cotinus, ладанник, Eucalyptus, Osyris, Viburnum и Pelargonium.